# Hạ nghị viện Argentina
Hạ viện Argentina (tiếng Tây Ban Nha: Cámara de Diputados de la Nación) là hạ viện của Quốc hội Argentina. Hạ viện gồm 257 đại biểu được bầu trong các khu vực bầu cử nhiều thành viên tương ứng với các lãnh thổ của 23 tỉnh của Argentina (cùng với thủ đô) theo hệ thống đại diện tỷ lệ liên danh đảng. Bầu cử Hạ viện được tổ chức hai năm một lần; một nửa số thành viên được bầu lại mỗi cuộc bầu cử.
Hiến pháp Argentina trao cho Hạ viện một số đặc quyền. Hạ viện giữ độc quyền quyết định các thứ thuế, triệu tập quân dịch và buộc tội Tổng thống, bộ trưởng nội các và thẩm phán Tòa án Tối cao trước Thượng viện. Ngoài ra, Hạ viện xem xét các dự luật được đề xuất theo thủ tục sáng kiến nhân dân.
Chủ tịch Hạ viện (tiếng Tây Ban Nha: Presidente de la Cámara) chủ trì các phiên họp Hạ viện và được ba phó chủ tịch giúp thực hiện nhiệm vụ.